# Хёэнланд
Хёэнланд (нем. Höhenland) — община в Германии, в земле Бранденбург.
Входит в состав района Меркиш-Одерланд. Подчиняется управлению Фалькенберг-Хёэ. Население составляет 1029 человек (на 31 декабря 2010 года). Занимает площадь 53,83 км².
| Год  | Население |
| ---- | --------- |
| 2005 | 1097      |
| 2010 | 1048      |

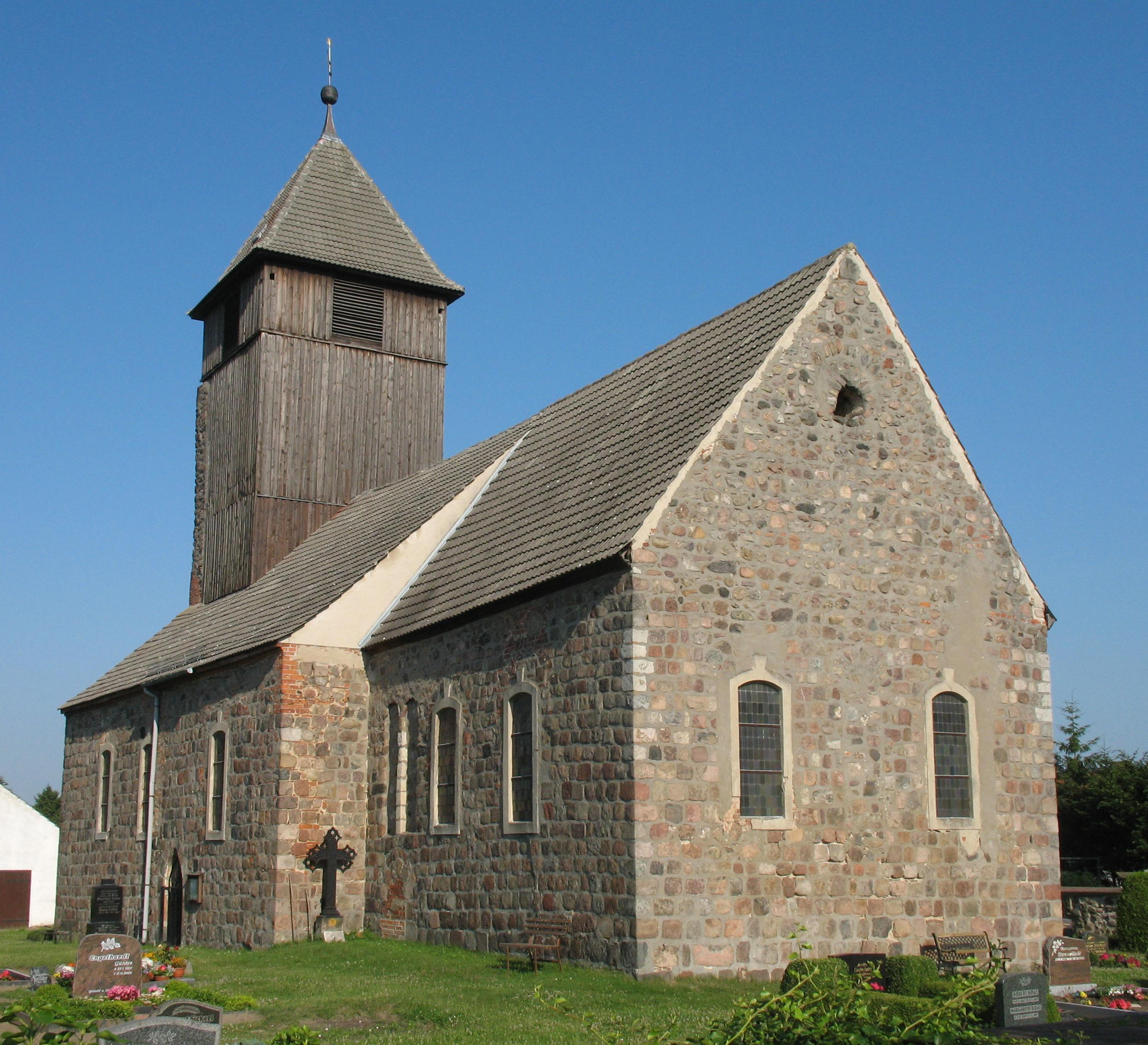
Kirche Leuenberg
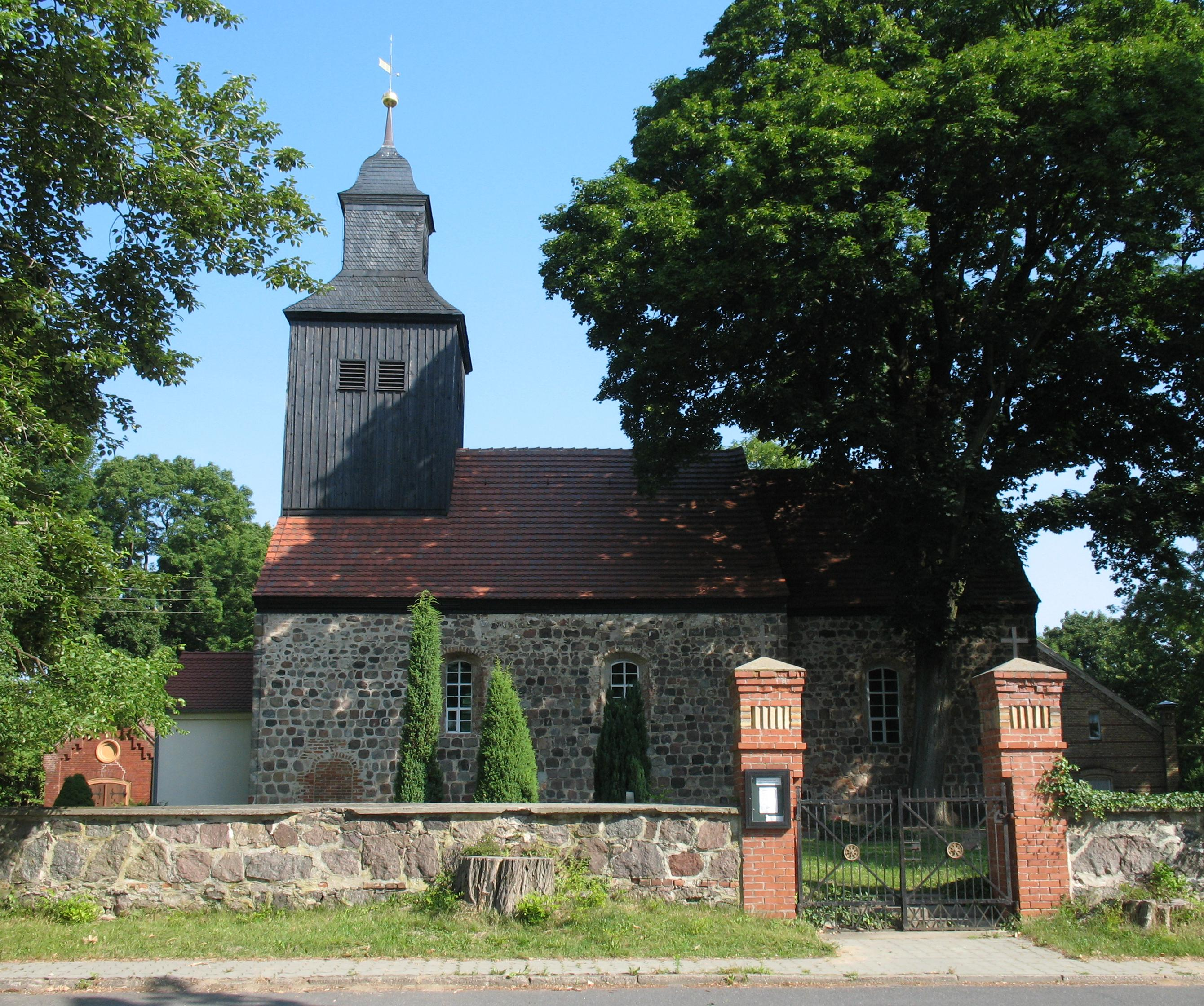
Kirche Wölsickendorf
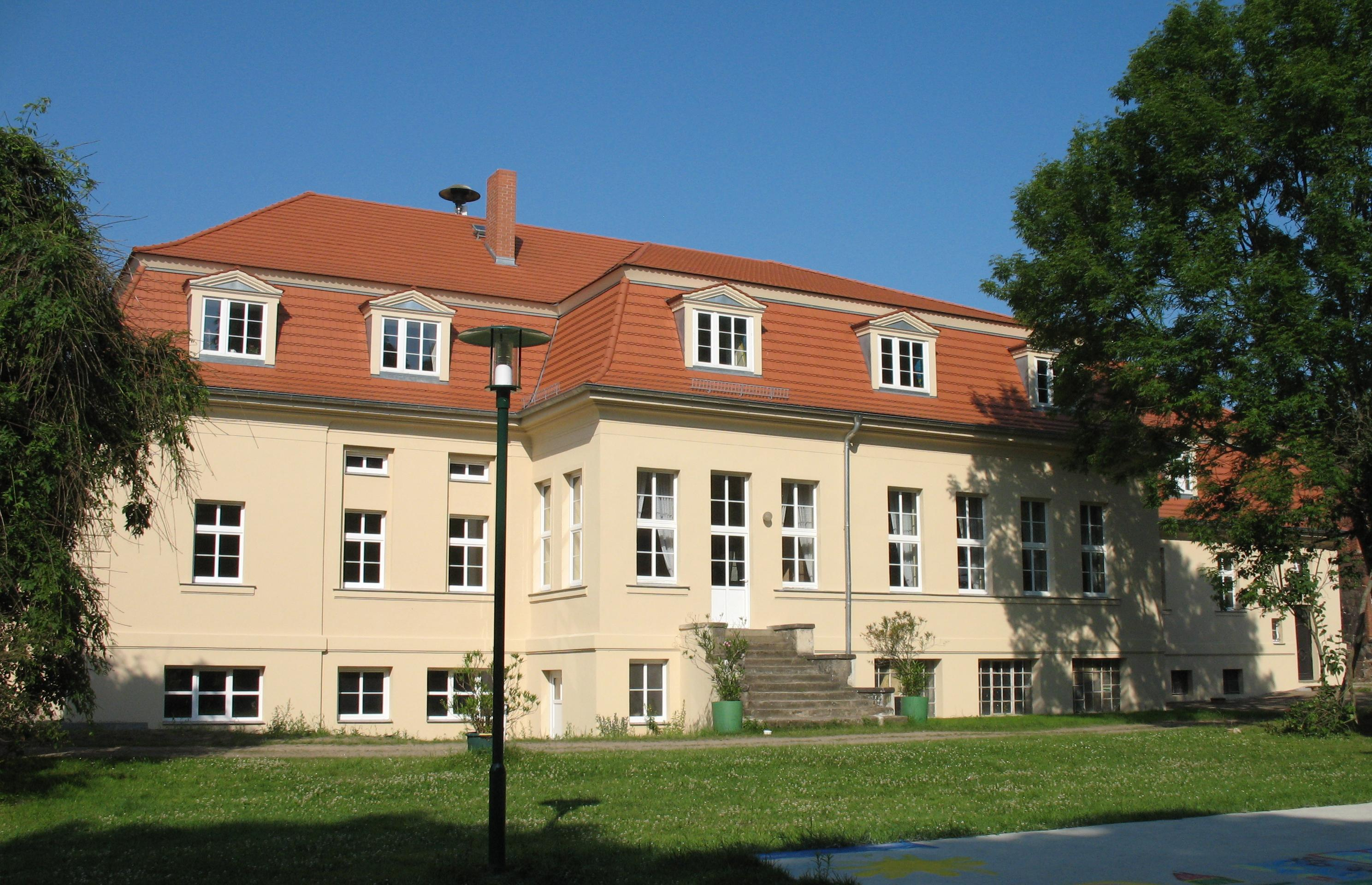
Gutshaus Wölsickendorf
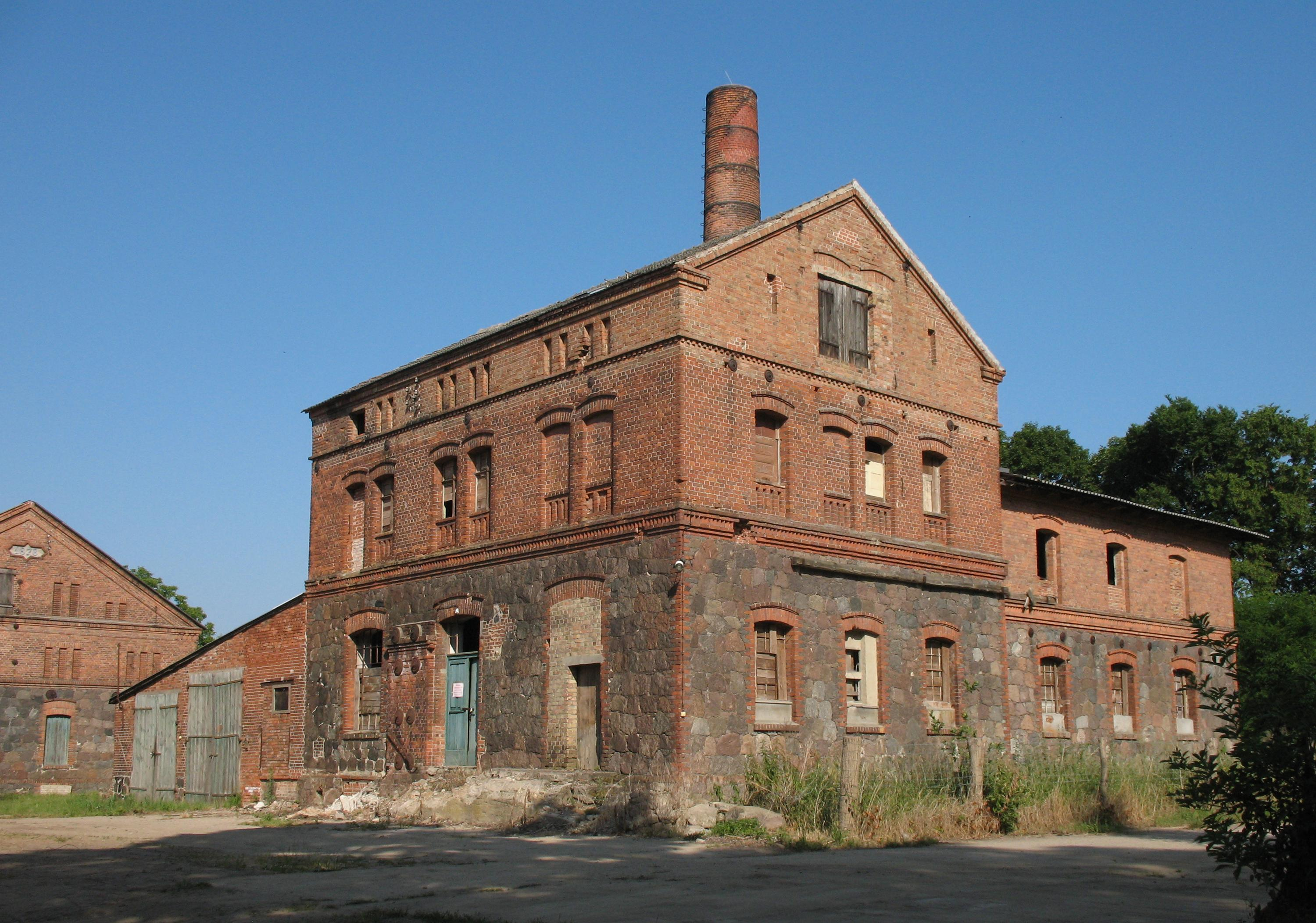
Ehemalige Brennerei Wölsickendorf
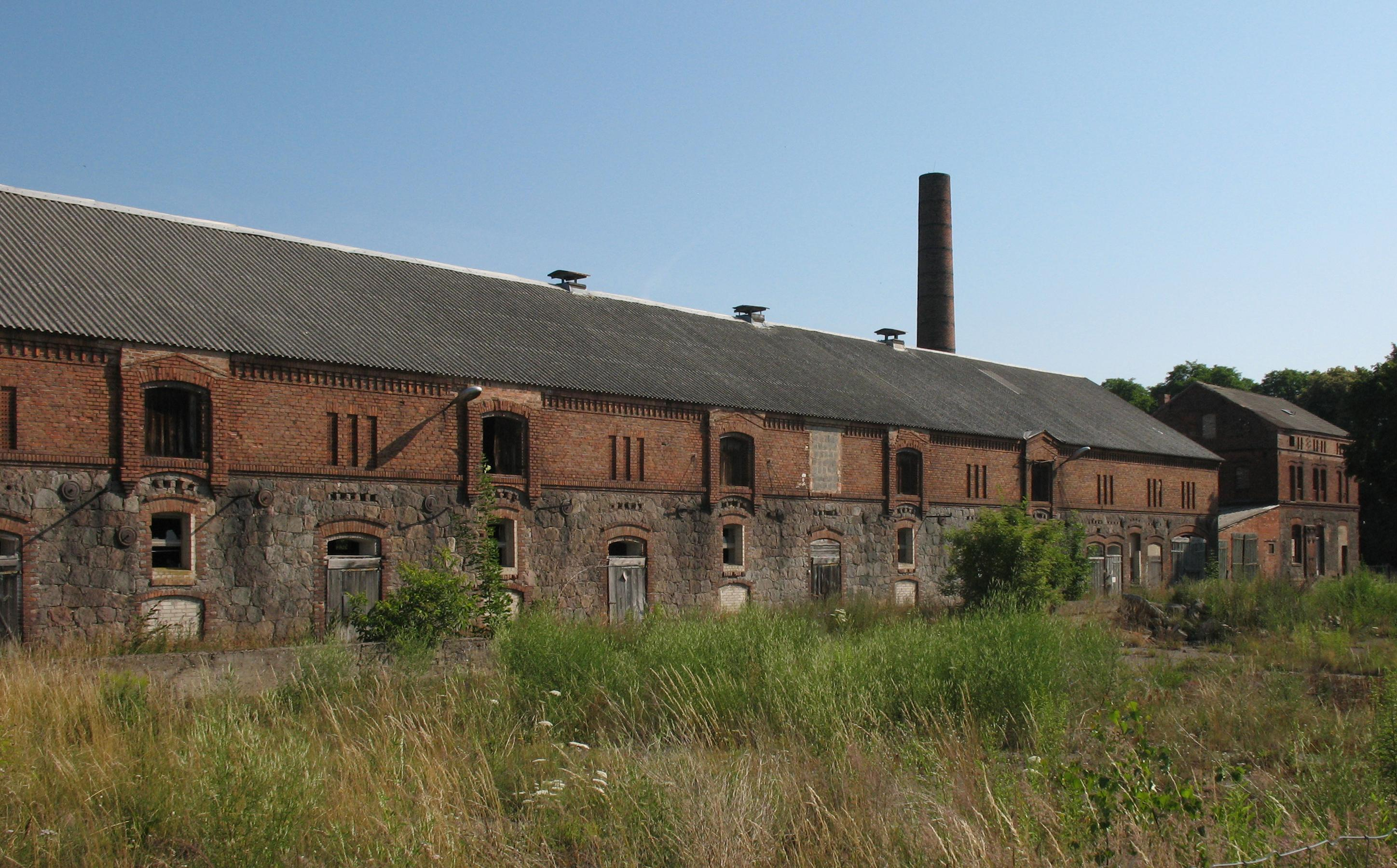
Gutshof Wölsickendorf